# Ployart-et-Vaurseine
Ployart-et-Vaurseine est une commune française située dans le département de l'Aisne, en région Hauts-de-France.

## Géographie

### Localisation

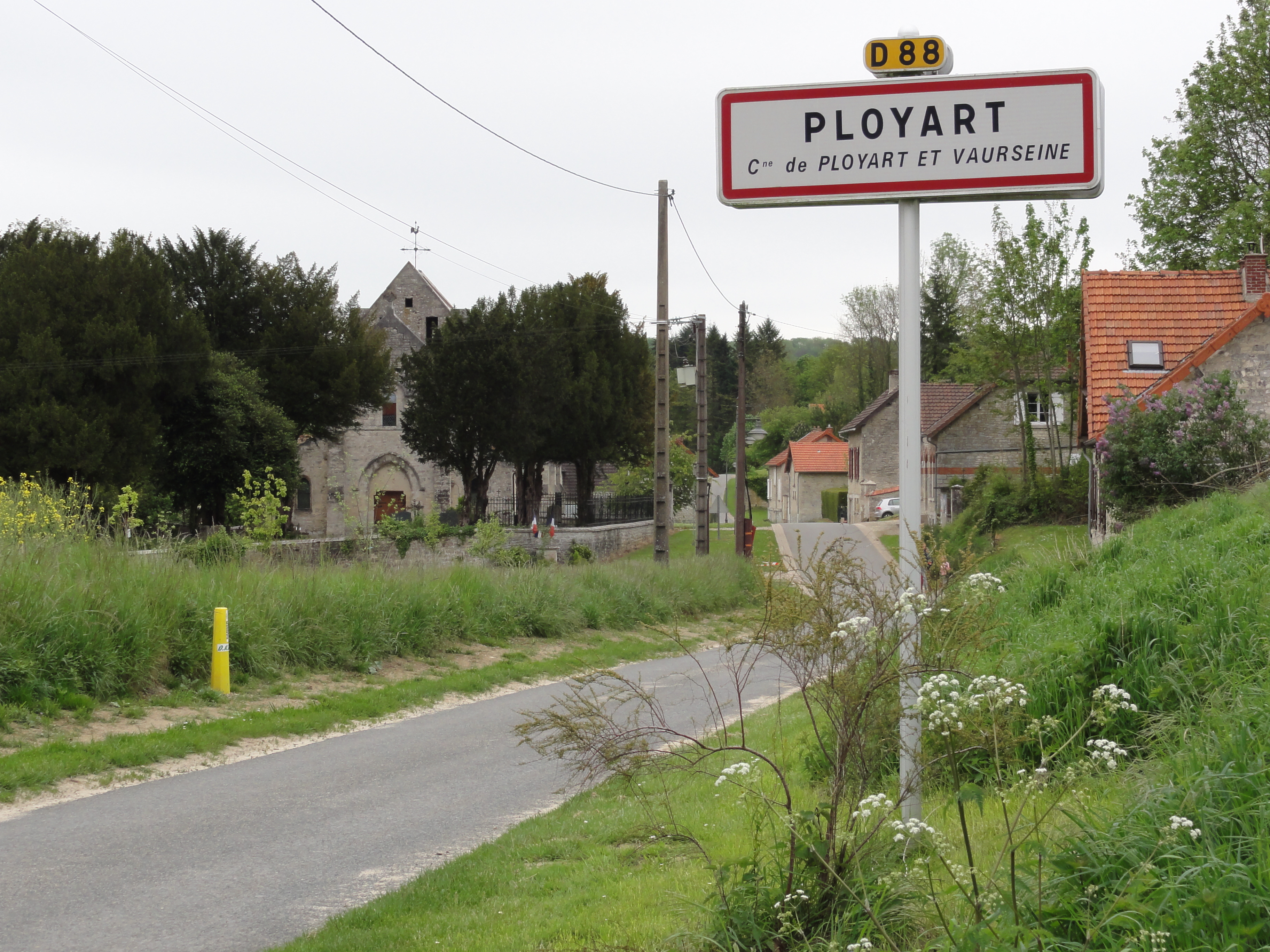
Entrée de Ployart.
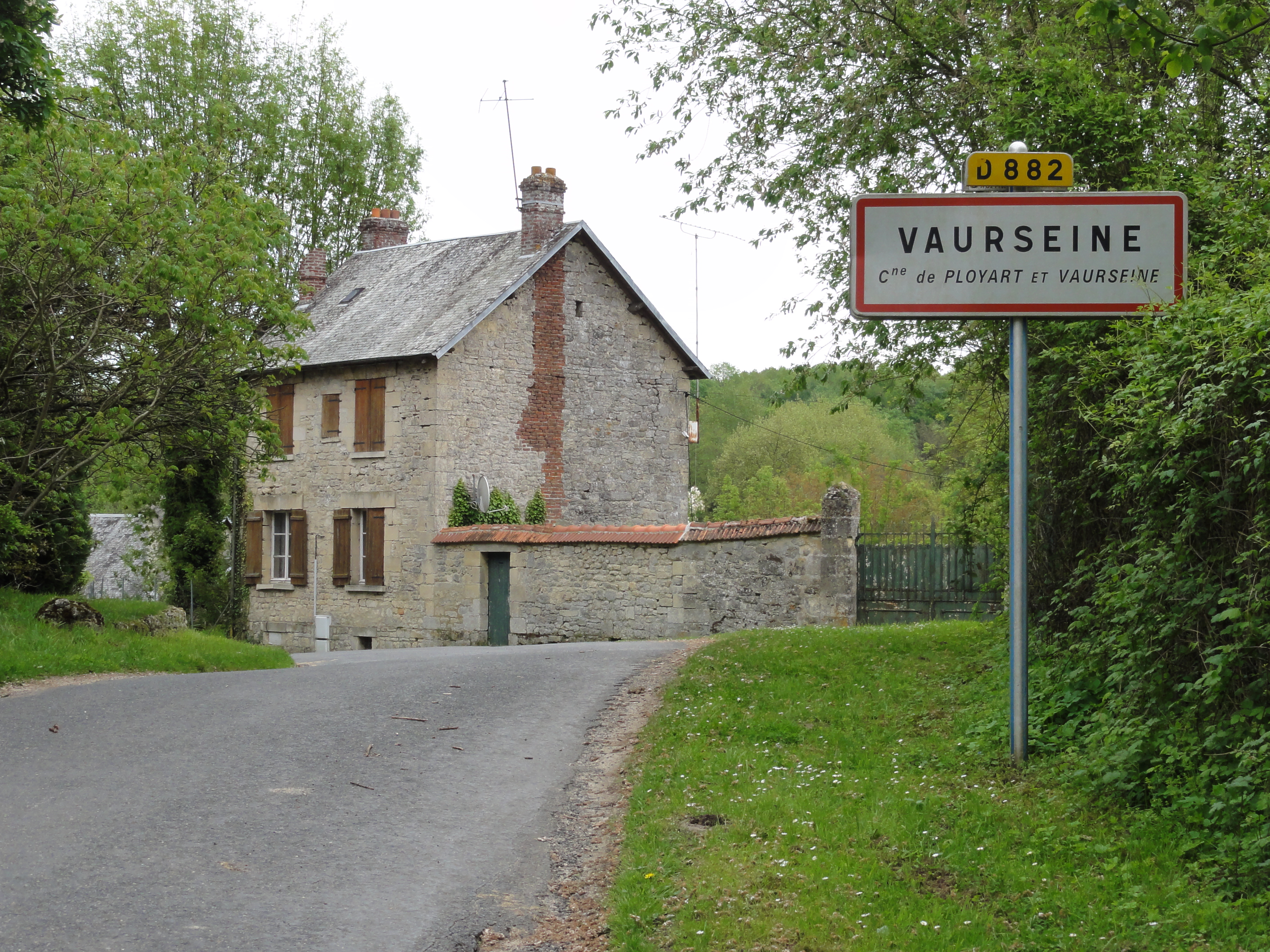
Entrée de Vaurseine.

Avec une population 21 habitants au dernier recensement de 2017, Ployart-et-Vaurseine est la 3è commune la moins peuplée du département de l'Aisne.

### Hydrographie
La commune est située dans le bassin Seine-Normandie. Elle est drainée par le ruisseau Bievre, la Bièvre et le ruisseau des Pres de Letang,,.

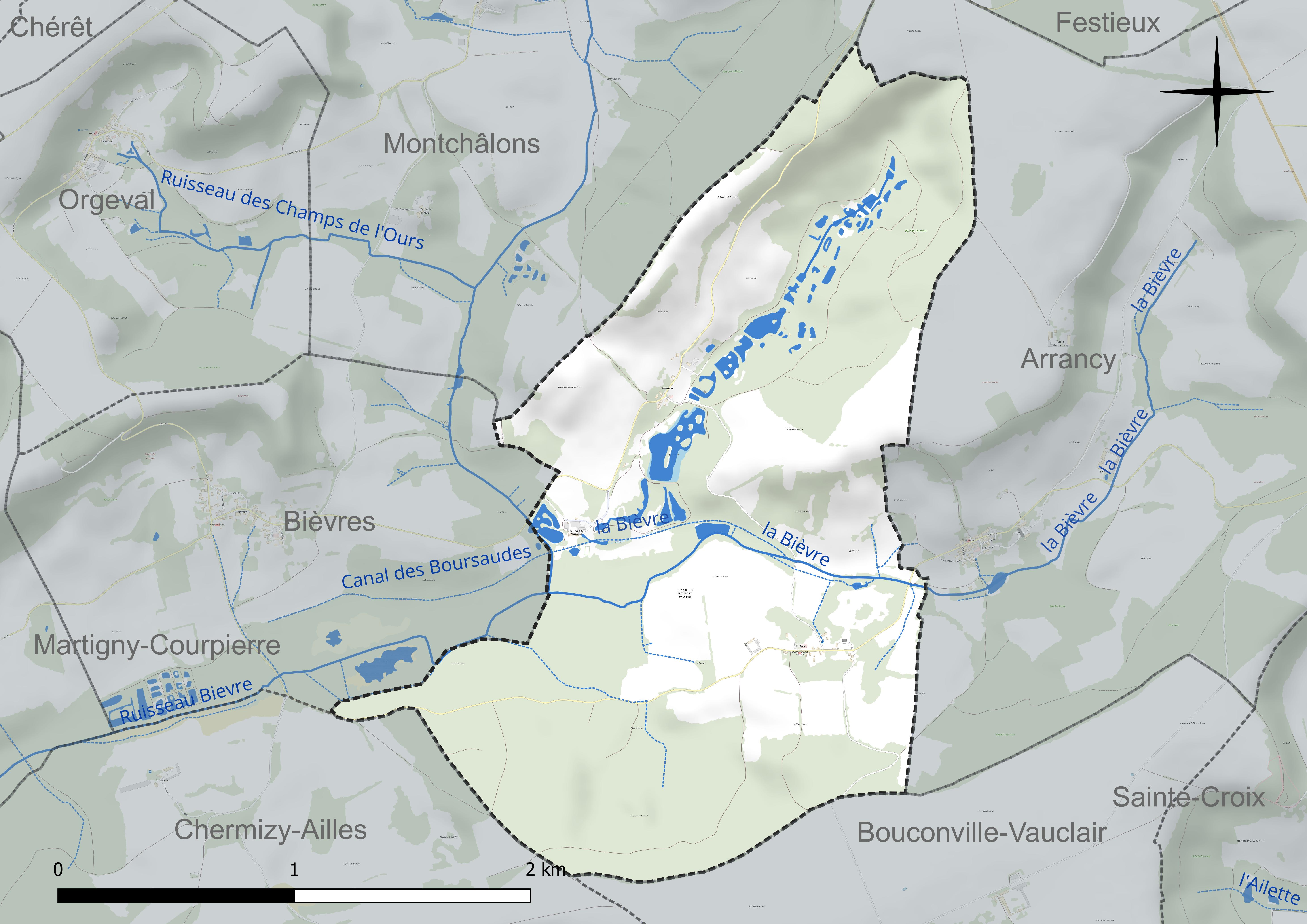
Réseau hydrographique de Ployart-et-Vaurseine.

### Climat
Pour des articles plus généraux, voir Climat des Hauts-de-France et Climat de l'Aisne.
En 2010, le climat de la commune est de type climat océanique dégradé des plaines du Centre et du Nord, selon une étude du CNRS s'appuyant sur une série de données couvrant la période 1971-2000. En 2020, Météo-France publie une typologie des climats de la France métropolitaine dans laquelle la commune est exposée à un climat océanique altéré et est dans la région climatique Nord-est du bassin Parisien, caractérisée par un ensoleillement médiocre, une pluviométrie moyenne régulièrement répartie au cours de l'année et un hiver froid (3 °C).
Pour la période 1971-2000, la température annuelle moyenne est de 10 °C, avec une amplitude thermique annuelle de 15 °C. Le cumul annuel moyen de précipitations est de 749 mm, avec 12,1 jours de précipitations en janvier et 9,1 jours en juillet. Pour la période 1991-2020, la température moyenne annuelle observée sur la station météorologique la plus proche, située sur la commune de Martigny-Courpierre à 5 km à vol d'oiseau, est de 10,7 °C et le cumul annuel moyen de précipitations est de 734,4 mm,. Pour l'avenir, les paramètres climatiques de la commune estimés pour 2050 selon différents scénarios d'émission de gaz à effet de serre sont consultables sur un site dédié publié par Météo-France en novembre 2022.

## Urbanisme

### Typologie
Au 1er janvier 2024, Ployart-et-Vaurseine est catégorisée commune rurale à habitat très dispersé, selon la nouvelle grille communale de densité à 7 niveaux définie par l'Insee en 2022.
Elle est située hors unité urbaine. Par ailleurs la commune fait partie de l'aire d'attraction de Laon, dont elle est une commune de la couronne,. Cette aire, qui regroupe 106 communes, est catégorisée dans les aires de 50 000 à moins de 200 000 habitants,.

### Occupation des sols
L'occupation des sols de la commune, telle qu'elle ressort de la base de données européenne d'occupation biophysique des sols Corine Land Cover (CLC), est marquée par l'importance des forêts et milieux semi-naturels (48,6 % en 2018), une proportion identique à celle de 1990 (48,6 %). La répartition détaillée en 2018 est la suivante : 
forêts (48,6 %), terres arables (32,5 %), eaux continentales (10,6 %), zones agricoles hétérogènes (8,2 %), prairies (0,2 %).
L'évolution de l'occupation des sols de la commune et de ses infrastructures peut être observée sur les différentes représentations cartographiques du territoire : la carte de Cassini (XVIIIe siècle), la carte d'état-major (1820-1866) et les cartes ou photos aériennes de l'IGN pour la période actuelle (1950 à aujourd'hui).

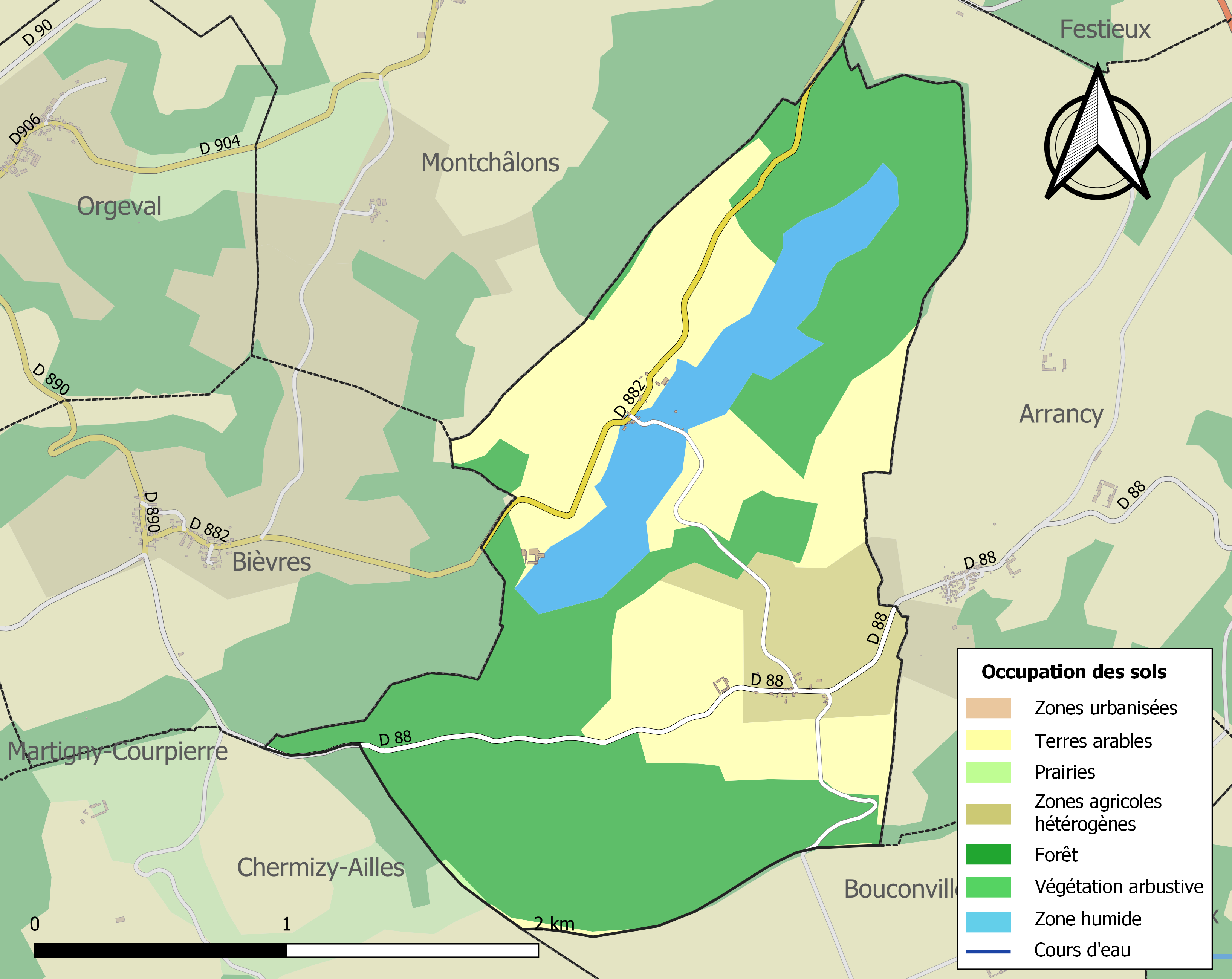
Carte de l'occupation des sols de la commune en 2018 (CLC).

## Toponymie
Le nom de la localité est attesté sous les formes Pleiar (1152) ; Ploiarth (1153) ; Ploiart (1153) ; Pliardum (1156) ; Pleardum (1156) ; Pleiart (1156) ; Ploiard (1180) ; Ployard.

Signification du nom : Ployart est issu de l'ancien français ploi avec le suffixe péjoratif -ard, sans doute un dérivé de Plouy, toponyme fréquent en Picardie, (« clôture en branches entrelacées »).
Vaurseine, ancien hameau de la commune, est attesté sous les formes Valles-Russene (1178) ; Vauressania, Vauresseina, Varessania (1189) ; Vauressaine (1217) ; fortis domus de Vauresseine (1218) ; Vauresaine (1229) ; Valressaine (1247) ; Valresaine (1261) ; Varessaine (1271) ; Vauressenne (1296) ; Vaurressainna, Vauressainne (1340) ; Vauressaines (1357) ; Vaursaines (1552) ; Vorsaine (1622) ; Vicomté de Vaurseigne (1627) ; Vaursaines (1729) ;Vorsaines.

## Politique et administration

### Découpage territorial
La commune de Ployart-et-Vaurseine est membre de la communauté de communes du Chemin des Dames, un établissement public de coopération intercommunale (EPCI) à fiscalité propre créé le 29 décembre 1995 dont le siège est à Craonne. Ce dernier est par ailleurs membre d'autres groupements intercommunaux.
Sur le plan administratif, elle est rattachée à l'arrondissement de Laon, au département de l'Aisne et à la région Hauts-de-France. Sur le plan électoral, elle dépend du canton de Villeneuve-sur-Aisne pour l'élection des conseillers départementaux, depuis le redécoupage cantonal de 2014 entré en vigueur en 2015, et de la première circonscription de l'Aisne  pour les élections législatives, depuis le dernier découpage électoral de 2010.

### Administration municipale
Le nombre d'habitants de la commune étant inférieur à 100, le nombre de membres du conseil municipal est de 7.

#### Liste des maires
| Période                                  | Période                       | Identité            | Étiquette | Qualité     |
| ---------------------------------------- | ----------------------------- | ------------------- | --------- | ----------- |
| avant 1875                               | après 1876                    | de Bertoult         |           |             |
| Les données manquantes sont à compléter. |                               |                     |           |             |
| avant 1995                               | ?                             | Christiane Cambeur  |           |             |
| mars 2001                                | mars 2014                     | Georges de Bertoult |           |             |
| mars 2014                                | En cours (au 13 juillet 2020) | François Harant     | DVD       | Agriculteur |

## Démographie
L'évolution du nombre d'habitants est connue à travers les recensements de la population effectués dans la commune depuis 1793. Pour les communes de moins de 10 000 habitants, une enquête de recensement portant sur toute la population est réalisée tous les cinq ans, les populations de référence des années intermédiaires étant quant à elles estimées par interpolation ou extrapolation. Pour la commune, le premier recensement exhaustif entrant dans le cadre du nouveau dispositif a été réalisé en 2006.

En 2022, la commune comptait 23 habitants, en évolution de +9,52 % par rapport à 2016 (Aisne : −1,97 %, France hors Mayotte : +2,11 %).
| 1793 | 1800 | 1806 | 1821 | 1831 | 1836 | 1841 | 1846 | 1851 |
| ---- | ---- | ---- | ---- | ---- | ---- | ---- | ---- | ---- |
| 179  | 172  | 157  | 158  | 249  | 250  | 219  | 227  | 214  |

| 1856 | 1861 | 1866 | 1872 | 1876 | 1881 | 1886 | 1891 | 1896 |
| ---- | ---- | ---- | ---- | ---- | ---- | ---- | ---- | ---- |
| 207  | 188  | 180  | 163  | 146  | 154  | 152  | 130  | 137  |

| 1901 | 1906 | 1911 | 1921 | 1926 | 1931 | 1936 | 1946 | 1954 |
| ---- | ---- | ---- | ---- | ---- | ---- | ---- | ---- | ---- |
| 120  | 112  | 105  | 47   | 56   | 64   | 45   | 50   | 38   |

| 1962 | 1968 | 1975 | 1982 | 1990 | 1999 | 2006 | 2011 | 2016 |
| ---- | ---- | ---- | ---- | ---- | ---- | ---- | ---- | ---- |
| 34   | 39   | 26   | 26   | 18   | 27   | 18   | 22   | 21   |

| 2021 | 2022 | - | - | - | - | - | - | - |
| ---- | ---- | - | - | - | - | - | - | - |
| 22   | 23   | - | - | - | - | - | - | - |

## Lieux et monuments
- L'église Saint-Pierre-aux-Liens de Ployart, (monument historique).
- La chapelle Saint-Pierre-et-Saint-Paul de Vaurseine.
- La tour de Vaurseine - inscrite aux monuments historiques depuis 1927. Tour d'une maison forte citée au XIIIe siècle[27].
- Monument aux morts.
- Petit patrimoine : lavoir à Ployart, aire de battage à Vaurseine.

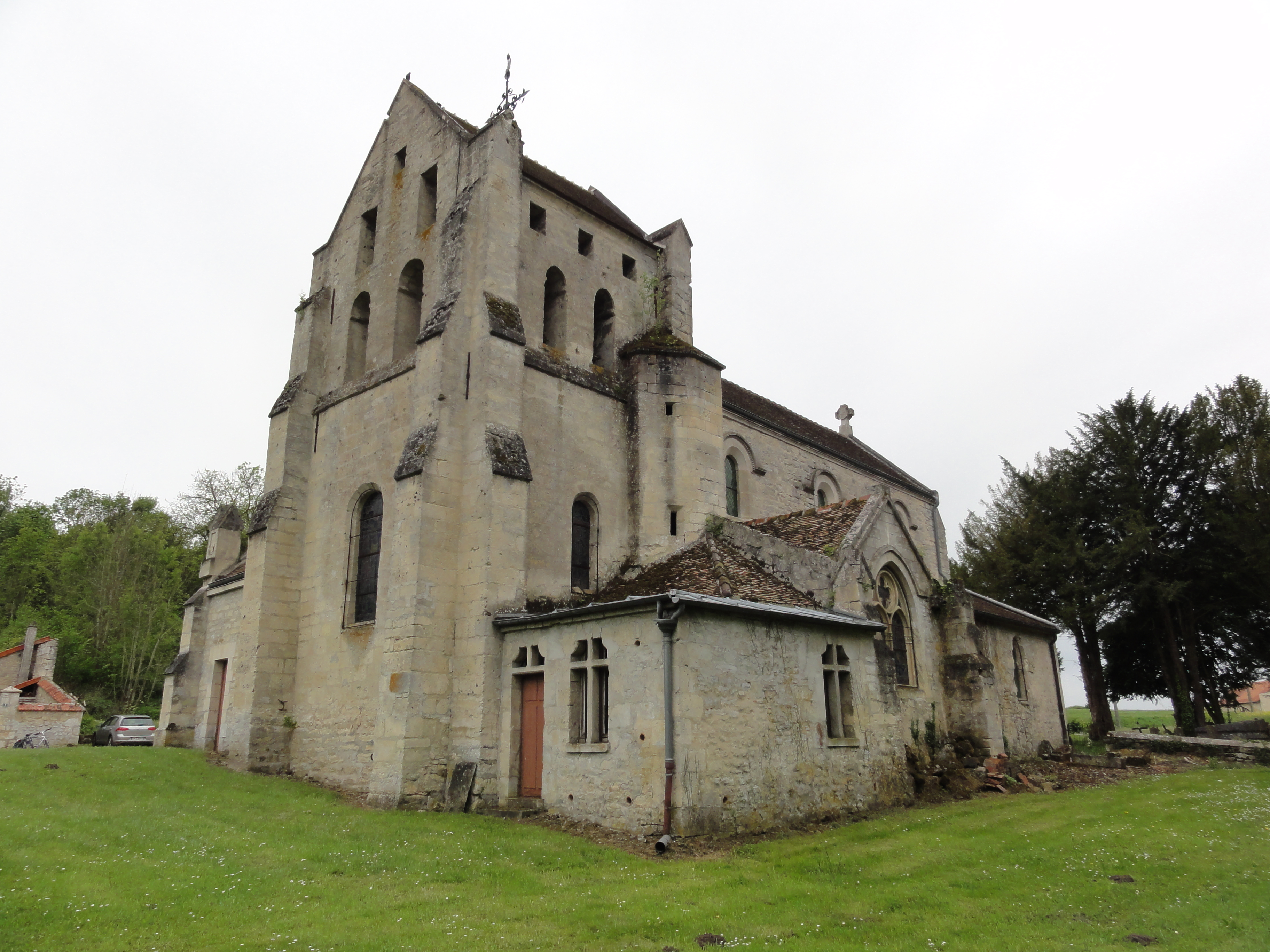
Église Saint-Pierre-aux-Liens de Ployart.
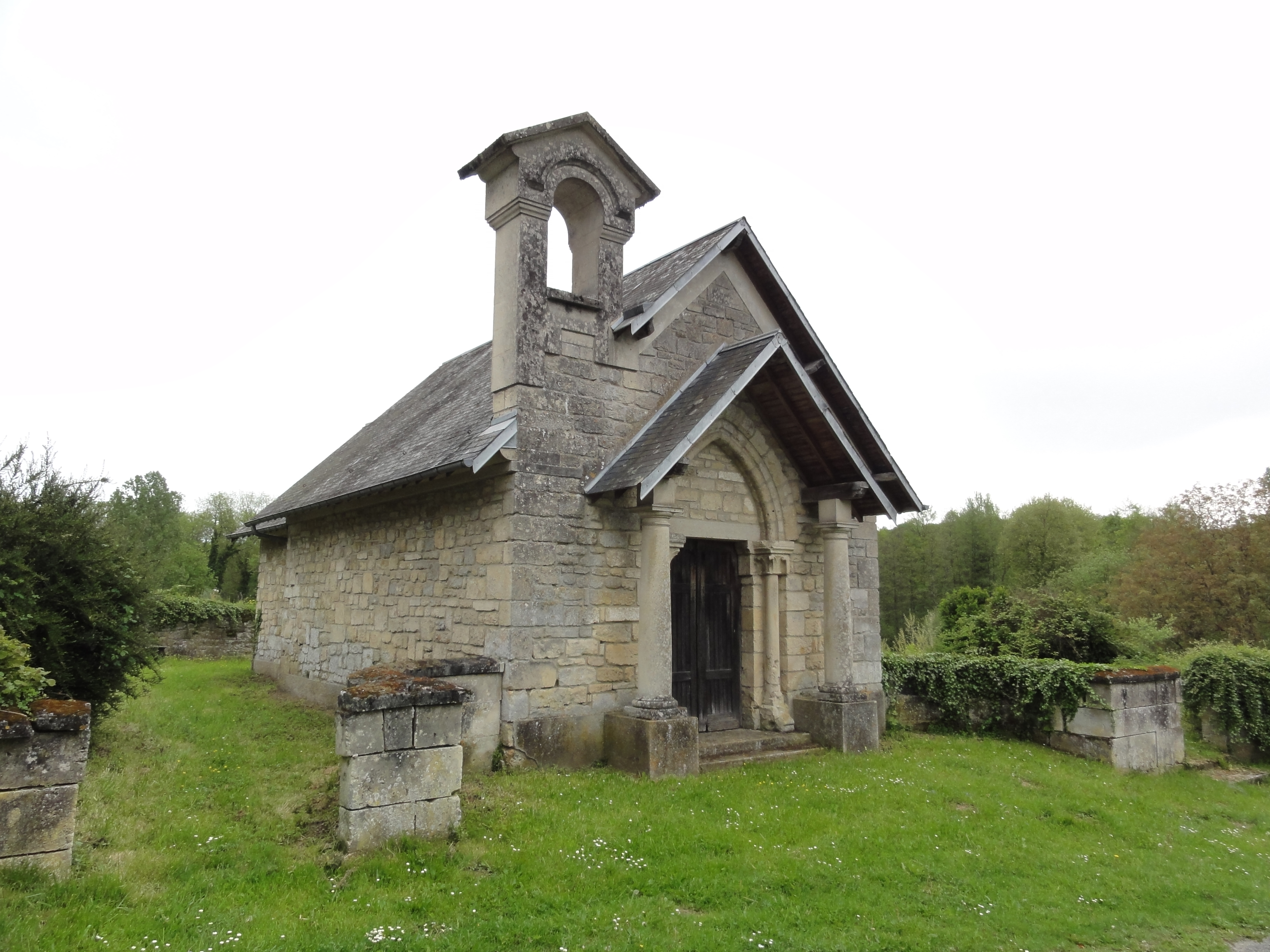
Chapelle Saint-Pierre-et-Saint-Paul de Vaurseine.
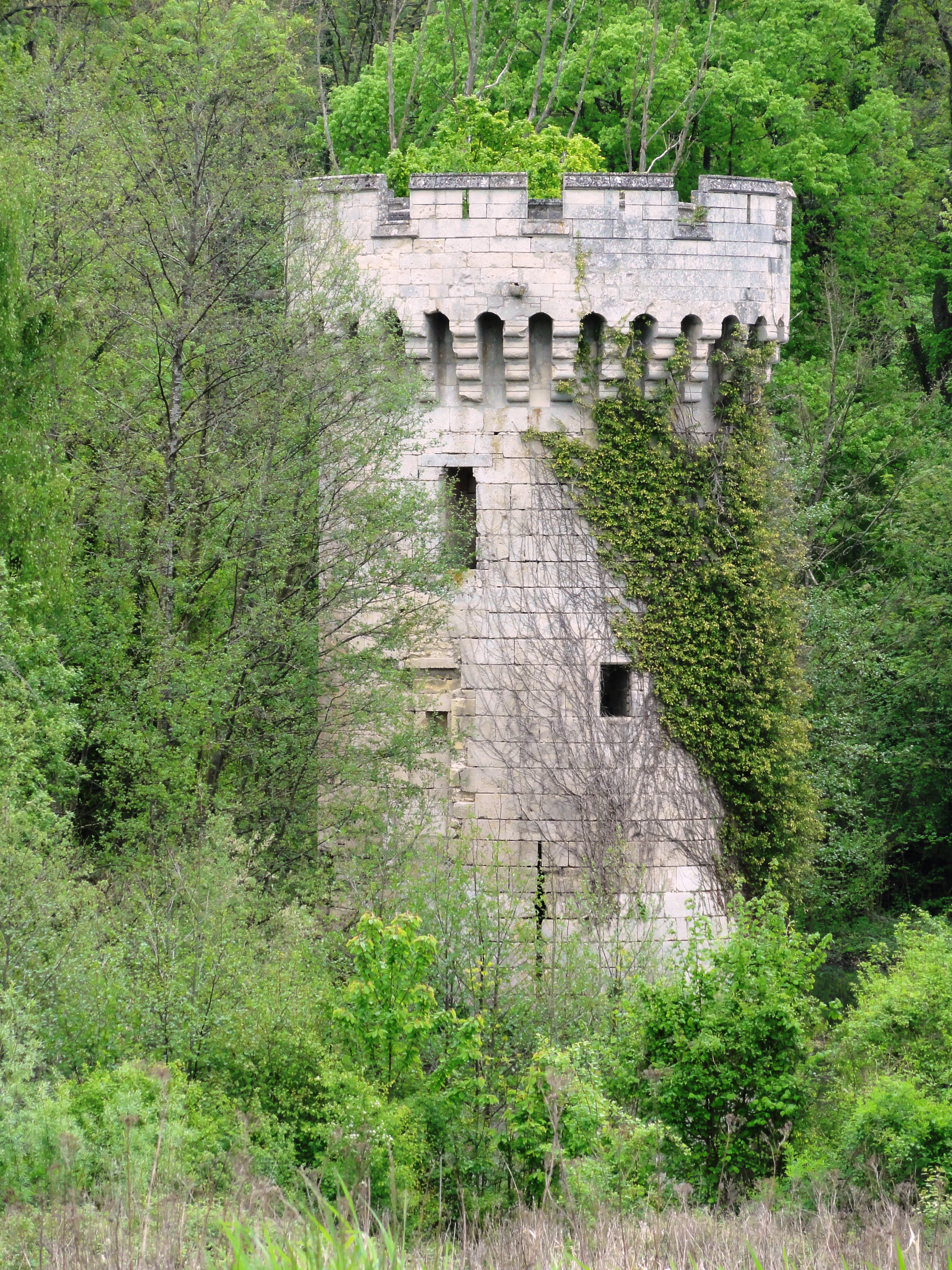
La tour de Vaurseine.
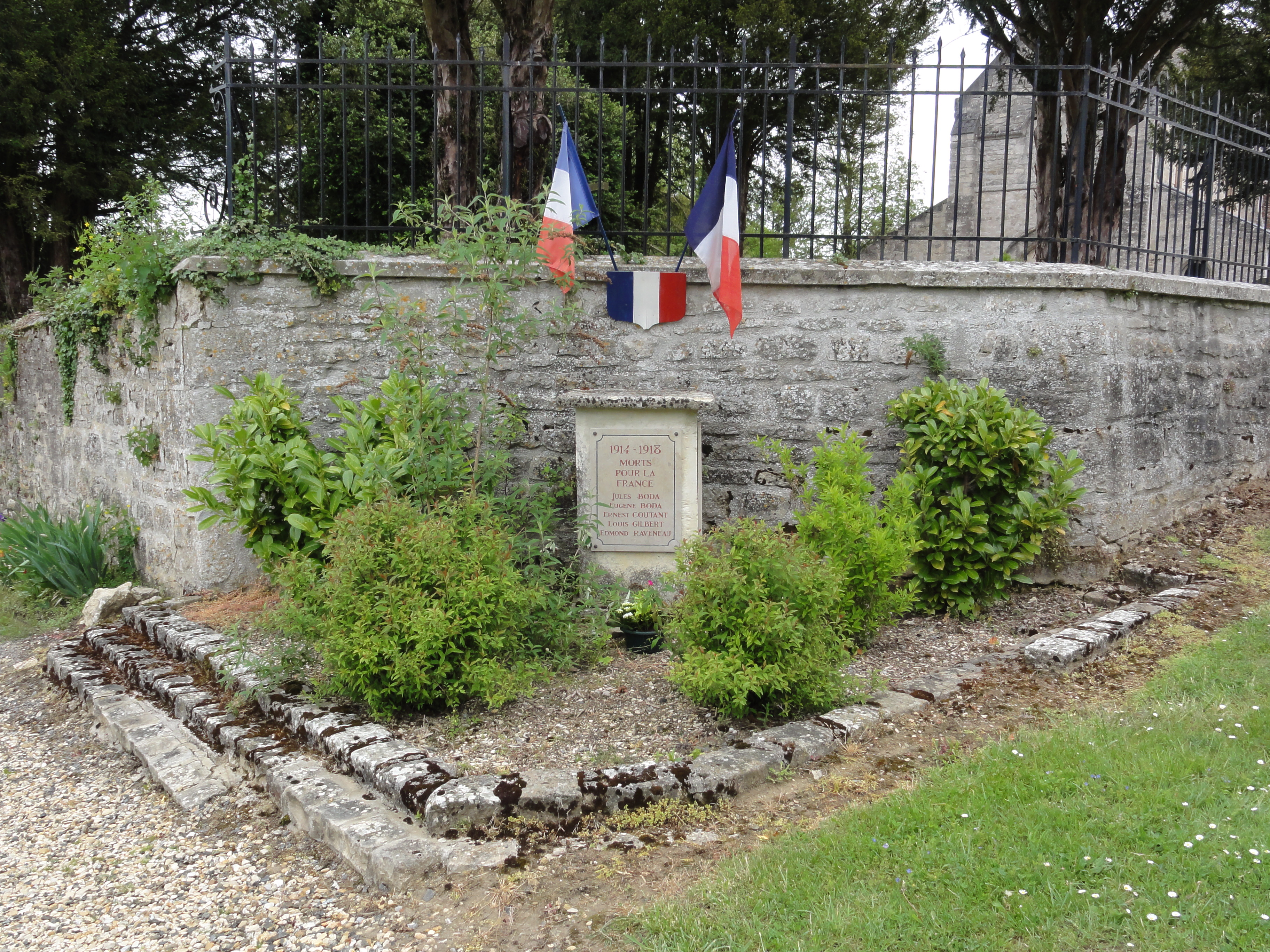
Monument aux morts.
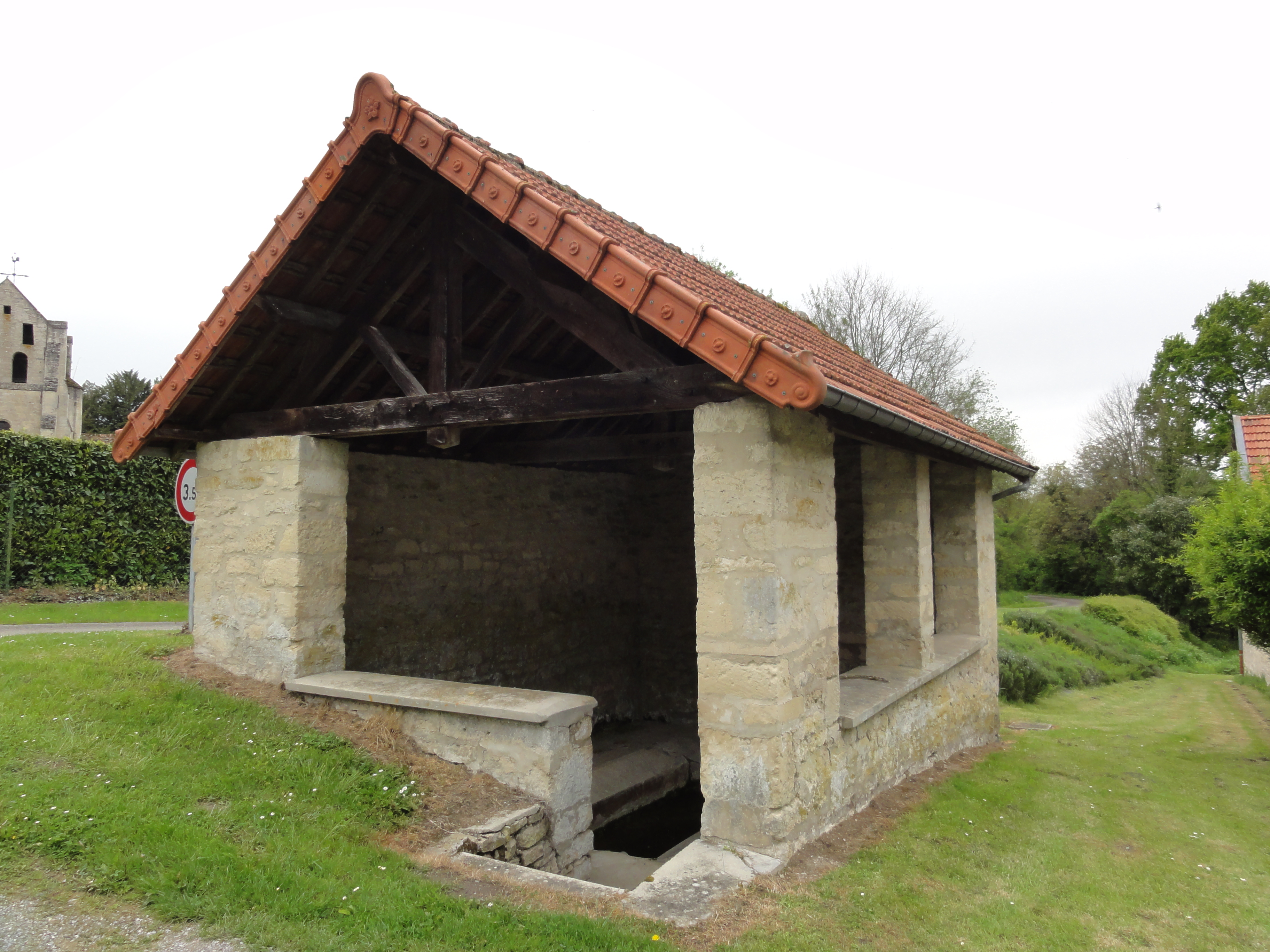
Lavoir à Ployart.
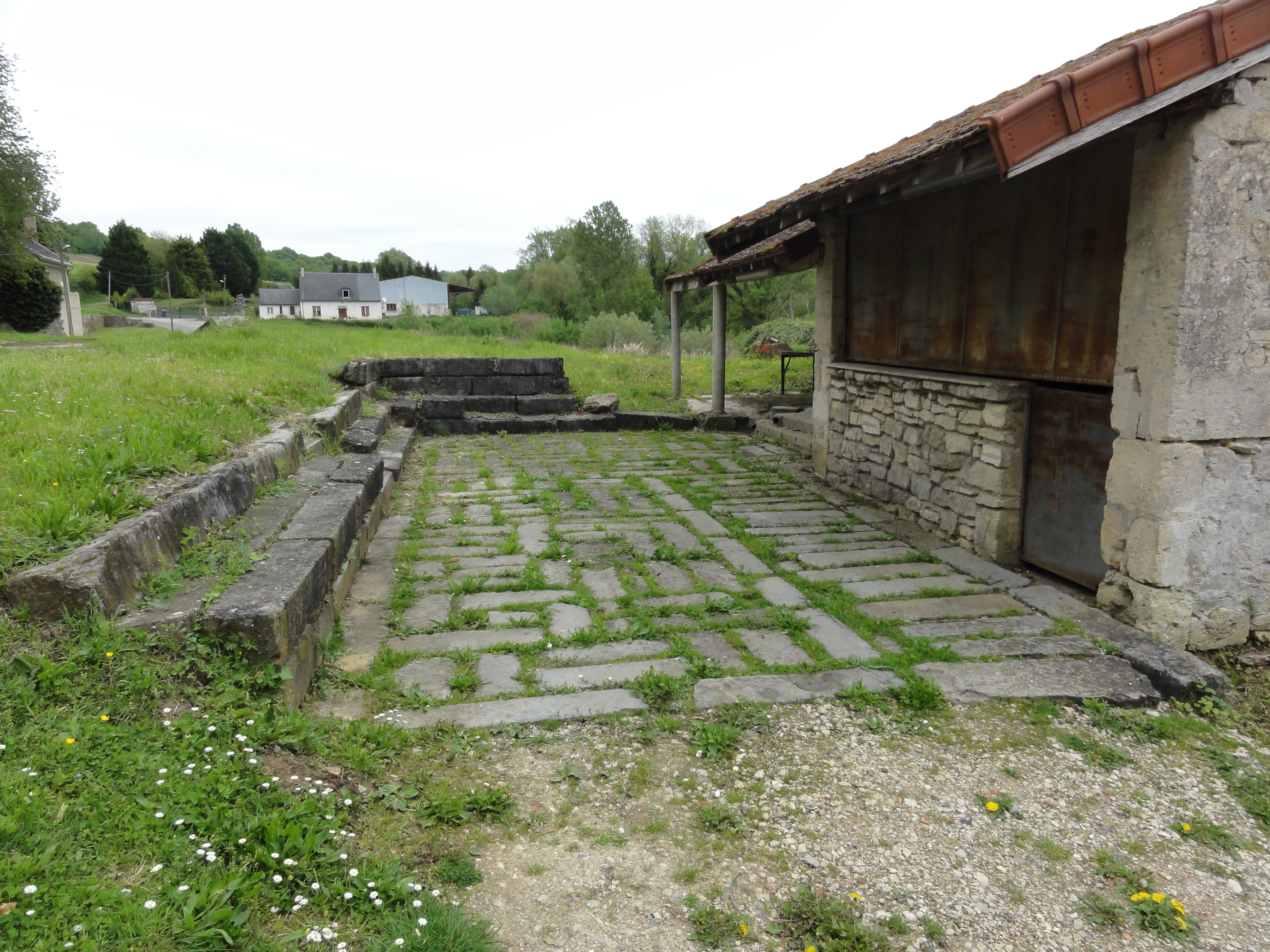
Aire de battage.

## Personnalités liées à la commune
- Olivier Douglas, seigneur de Ployart et d'Arrancy décédé le 18 août 1558 à Ployart et inhumé dans l'église de Saint-Pierre-aux-Liens (Ployart).